# Валерий Чкалов
Вале́рий Па́влович Чка́лов (2 февруари 1904 – 15 декември 1938, Москва) e съветски летец-изпитател, комбриг, герой на Съветския съюз.
Командир е на екипажа на самолета, извършил през 1937 г. първия полет без кацане през Северния полюс от Москва до Ванкувър, щат Вашингтон, САЩ.

## Биография
Роден е на 2 февруари 1904 г. в село Васильово (понастоящем град Чкаловск), Балахнински уезд, Нижегородска губерния, в семейството на огняр.
За пръв път вижда самолет през 1919 г., докато работи като огняр на кораб. Скоро напуска работата си, за да постъпи в Червената армия като шлосер-монтьор на самолети.
През 1921 г. постъпва в авиационно училище. По-късно е прехвърлен в Московското училище по висш пилотаж, а след това – в училището по въздушен бой в Серпухов.
През юни 1924 г. е прехвърлен на редовна служба в Ленинград. Там се проявява като дързък пилот, извършвайки рисковани полети, за които често получава наказания.
През 1927 г. се жени за учителката Олга Орехова. През март 1928 г. е прехвърлен в Брянск, а жена му със сина им Игор остават в Ленинград. В Брянск Чкалов попада в авария и е уволнен от Червената армия.
От началото на 1929 г. до ноември 1930 г. работи в Ленинградския „Осоавиахим“, където ръководи училището за планеристи. През ноември 1930 г. е възстановен на военна служба и е прехвърлен в Московския научно-изпитателен институт на ВВС.
През следващите 2 г. Чкалов извършва над 800 изпитателни полета, усвоявайки 30 типа самолети. Участва в изпитанията на въздушен самолетоносач, който представлява тежък бомбардировач, носещ до 5 изтребителя.
От януари 1933 г. работи като летец-изпитател в Московския авиационен завод „Межински“. Изпитва най-добрите изтребители на 1930-те години „И-15“ (биплан) и „И-16“ (моноплан) на Поликарпов. Участва в изпитанията на противотанковите „ВИТ-1“, „ВИТ-2“, а също и на тежките бомбардировачи „ТБ-1“ и „ТБ-3“.
На 5 май 1935 г. авиоконструкторът Николай Поликарпов и летецът-изпитател Валерий Чкалов са наградени с ордени „Ленин“ за създаване на най-добрите изтребители.
През есента на 1935 г. летецът Байдуков предлага на Чкалов да организира и да оглави екипажа на рекорден полет от СССР до САЩ през Северния полюс. През пролетта на 1936 г. Чкалов, Байдуков и Беляков предлагат на правителството да извършат такъв полет, но Сталин, опасявайки се от повторение на неуспешния полет на Леваневски, заповядва друг маршрут: Москва – Петропавловск Камчатски. Този полет започва на 20 юли 1936 г. и продължава 56 ч. на 9375 километра до кацането на пясъчна коса на остров Удд. Още на остров Уд на борда на самолета е поставен надпис „Сталински маршрут“, съхранен и при следващия полет през Северния полюс. Двата полета на Чкалов носят това официално наименование чак до началото на борбата с култа към личността на Сталин. За полета до остров Уд екипажът е удостоен със званието „герой на Съветския съюз“ с връчване на орден „Ленин“. (Медалът „Златна звезда“, въведен като допълнение към званието през 1939 г. след смъртта на Чкалов, е връчен на децата му чак през 2004 г.)
Чкалов продължава с опитите си да получи разрешение за полет до САЩ и през май 1937 г. го получава. Самолетът „АНТ-25“, създаден от конструкторското бюро на Туполев, излита на 18 юни 1937 г. Полетът преминава в значително по-тежки условия от предишния (нулева видимост, обледеняване и др.), но на 20 юни успешно каца в американския град Ванкувър, щат Вашингтон. За този полет екипажът е удостоен с ордени „Червено знаме“.
На 12 декември 1937 г. Чкалов е избран за депутат в Съвета на националностите на Върховния съвет на СССР от Нижегородска област и Чувашка АССР. По молба на жителите на Васильово селото им е преименувано в Чкаловск. Във Ванкувър Канада има кръстен булевард на негово име.
На 1 декември 1938 г. отпуската му е прекъсната заради изпитанията на новия изтребител на Поликарпов „И-180“. На 15 декември, при първия полет на „И-180“, Чкалов претърпява авария и загива. Съществуват различни теории за причините за аварията.
Неговото име носи град Оренбург от 1938 до 1957 г.